# Placówka Straży Granicznej I linii „Sterki”
Placówka Straży Granicznej I linii „Sterki” – jednostka organizacyjna Straży Granicznej pełniąca służbę ochronną na granicy polsko-niemieckiej w okresie międzywojennym.

## Formowanie i zmiany organizacyjne
Rozporządzeniem Prezydenta Rzeczypospolitej Polskiej Ignacego Mościckiego z 22 marca 1928 roku, do ochrony północnej, zachodniej i południowej granicy państwa, a w szczególności do ich ochrony celnej, powoływano z dniem 2 kwietnia 1928 roku  Straż Graniczną.
Rozkazem nr 3 z 25 kwietnia 1928 roku w sprawie organizacji Wielkopolskiego Inspektoratu Okręgowego dowódca Straży Granicznej gen. bryg. Stefan Pasławski określił strukturę organizacyjną komisariatu SG „Świechocin”. Placówka Straży Granicznej I linii „Sterki” znalazła się w jego strukturze.
Już 15 września 1928 dowódca Straży Granicznej, rozkazem nr 7  w sprawie organizacji Wielkopolskiego Inspektoratu Okręgowego podpisanym w zastępstwie przez mjr. Wacława Szpilczyńskiego, przeniósł komisariat SG „Świechocin” do Międzychodu i zmienił jego organizację. Placówka SG I linii „Sterki” pozostała w jego składzie.

## Służba graniczna
Sąsiednie placówki:
- placówka Straży Granicznej I linii „Muchocin” ⇔ placówka Straży Granicznej I linii „Trzciel” − 1928